# مونته کاوالو
مونته کاوالو (به ایتالیایی: Monte Cavallo) یک کومونه در ایتالیا است که در استان ماچه‌راتا واقع شده‌است. مونته کاوالو ۳۸٫۹ کیلومتر مربع مساحت و ۱۶۰ نفر جمعیت دارد.